# Christiane Leidinger
Christiane Leidinger (* 1969) ist eine deutsche Politik- und Sozialwissenschaftlerin und Professorin für Soziologie mit besonderem Schwerpunkt Geschlechtersoziologie an der Hochschule Düsseldorf.

## Biographie
1995 schloss Christiane Leidinger an der Freien Universität Berlin ihr Studium der Geschichte, Soziologie und Politikwissenschaft an der Freien Universität als Diplom-Politologin ab. 2002 promovierte sie mit einem Stipendium der Hans-Böckler-Stiftung bei Barbara Holland-Cunz und Hans J. Kleinsteuber (Uni Hamburg) an der Universität Gießen mit einer Arbeit zur Politischen Ökonomie von Medien und Globalisierung.
2018 nahm sie einen Ruf an die Hochschule Düsseldorf an, wo sie seit dem Wintersemester 2016/17 Gastprofessorin für Geschlechtersoziologie und Empowerment war.
Zu ihren Forschungsschwerpunkten zählen u. a. emanzipatorische Protestforschung, (historische) Biographik, Gesellschaftsgeschichte, Frauen- und Geschlechtergeschichte Ende 19./20. Jahrhundert und kritische historische Erinnerungskultur.
2019 erhielt sie, zusammen mit Ingeborg Boxhammer, den CouLe-Preis.

## Monographien und (Co-)Herausgaben (Auswahl)
- Medien – Herrschaft – Globalisierung. Folgenabschätzung zu Medieninhalten im Zuge transnationaler Konzentrationsprozesse. Westfälisches Dampfboot, Münster 2003.
- In Bewegung bleiben: 100 Jahre Politik, Kultur und Geschichte von Lesben (Hrsg. zusammen mit Gabriele Dennert und Franziska Rauchut unter Mitarbeit von Stefanie Soine), Querverlag, Berlin 2007, Taschenbuch, ISBN 978-3-89656-148-0.
- Keine Tochter aus gutem Hause – Johanna Elberskirchen (1864–1943). Universitätsverlag (UVK), Konstanz 2008.
- Handbuch Alternativmedien 2011/2012. Printmedien, Freie Radios, Archive & Verlage in der BRD, Österreich und der Schweiz. (Hrsg. zusammen mit Bernd Hüttner und Gottfried Oy), AG SPAK, Neu-Ulm 2011.
- Zur Theorie politischer Aktionen: eine Einführung. edition assemblage, Münster 2015.
- Lesbische Existenz 1945-1969. Aspekte der Erforschung gesellschaftlicher Ausgrenzung und Diskriminierung lesbischer Frauen, mit Schwerpunkt auf Lebenssituationen, Diskriminierungs- und Emanzipationserfahrungen in der frühen Bundesrepublik. Hrsg. von der Berliner Senatsverwaltung für Arbeit, Integration und Frauen, Landesstelle für Gleichbehandlung – gegen Diskriminierung (LADS), Schriftenreihe des Fachbereichs LSBTI Nr. 34, Berlin 2015.
- LSBTI-Geschichte entdecken! Leitfaden für Archive und Bibliotheken, Hrsg. von der Senatsverwaltung für Justiz, Verbraucherschutz und Antidiskriminierung, Berlin 2016. ISBN 978-3-9816391-9-3.
- zusammen mit Inga Nüthen: Überlegungen zu den komplexen und mehrdimensionalen Ausprägungen feministischer politischer Bildung – im Spiegel von Sozialen Bewegungen, Organisierungen und Theorie. In: Baader, Meike Sophia/Freytag, Tatjana (Hrsg.): Politische Bildung in Transformation – Transdisziplinäre Perspektiven. Springer VS., 2023